# روبرت إتش فرانك
روبرت إتش فرانك (بالإنجليزية: Robert H. Frank)‏ هو اقتصادي ورياضياتي وأستاذ جامعي أمريكي، ولد في 2 يناير 1945.